# Hogna maroccana
Hogna maroccana là một loài nhện trong họ Lycosidae.
Loài này thuộc chi Hogna. Hogna maroccana được Carl Friedrich Roewer miêu tả năm 1960.